# Horst Kuhrüber
 (signalé en mai 2025).
Si vous disposez d'ouvrages ou d'articles de référence ou si vous connaissez des sites web de qualité traitant du thème abordé ici, merci de compléter l'article en donnant les références utiles à sa vérifiabilité et en les liant à la section « Notes et références ».
- Archive Wikiwix
- Bing
- Cairn
- DuckDuckGo
- E. Universalis
- Gallica
- Google
- G. Books
- G. News
- G. Scholar
- Persée
- Qwant
- (zh) Baidu
- (ru) Yandex
- (wd) trouver des œuvres sur Wikidata

Horst Kuhrüber est un patineur artistique allemand en simple et en couple artistique, septuple champion est-allemand dans les années 1950 (trois fois en simple et quatre fois en couple).

## Biographie

### Carrière sportive
Horst Kuhrüber pratique le patinage artistique en simple et en couple avec sa partenaire et épouse Vera Lampe, dans la première moitié des années 1950, en Allemagne de l'Est. Il conquiert trois titres nationaux en simple (1951, 1953 et 1955) et quatre titres nationaux en couple (1951, 1952, 1954 et 1955).
Il représente son pays à deux championnats européens (1954 à Bolzano et 1956 à Paris). Il ne participe jamais aux championnats du monde et aux Jeux olympiques d'hiver.
Il s'essaie également à la danse sur glace, avec sa partenaire de couple, en 1954, et conquiert la médaille de bronze nationale.

## Palmarès
En couple artistique et en danse sur glace avec sa partenaire Vera Lampe
| Compétitions en Individuel                                        | 1950 | 1951 | 1952 | 1953 | 1954 | 1955 | 1956 |  |  |  |  |  |  |  |
| Jeux olympiques d'hiver                                           |      |      |      |      |      |      |      |  |  |  |  |  |  |  |
| Championnats du monde                                             | CI   |      |      |      |      |      |      |  |  |  |  |  |  |  |
| Championnats d’Europe                                             | CI   |      |      |      |      |      |      |  |  |  |  |  |  |  |
| Championnats d'Allemagne de l'Est                                 |      | 1er  | 2e   | 1er  | 2e   | 1er  | F    |  |  |  |  |  |  |  |
|                                                                   |      |      |      |      |      |      |      |  |  |  |  |  |  |  |
| Compétitions en Couple                                            | 1950 | 1951 | 1952 | 1953 | 1954 | 1955 | 1956 |  |  |  |  |  |  |  |
| Jeux olympiques d'hiver                                           |      |      |      |      |      |      |      |  |  |  |  |  |  |  |
| Championnats du monde                                             | CI   |      |      |      |      |      |      |  |  |  |  |  |  |  |
| Championnats d’Europe                                             | CI   |      |      |      | 4e   |      | 13e  |  |  |  |  |  |  |  |
| Championnats d'Allemagne de l'Est                                 | 2e   | 1er  | 1er  | F    | 1er  | 1er  | F    |  |  |  |  |  |  |  |
|                                                                   |      |      |      |      |      |      |      |  |  |  |  |  |  |  |
| Compétitions en danse sur glace                                   | 1950 | 1951 | 1952 | 1953 | 1954 | 1955 | 1956 |  |  |  |  |  |  |  |
| Championnats du monde                                             |      |      |      |      |      |      |      |  |  |  |  |  |  |  |
| Championnats d’Europe                                             |      |      |      |      |      |      |      |  |  |  |  |  |  |  |
| Championnats d'Allemagne de l'Est                                 |      |      |      |      | 3e   |      |      |  |  |  |  |  |  |  |
| Légende : F = Forfait ; CI = Championnats interdits aux allemands |      |      |      |      |      |      |      |  |  |  |  |  |  |  |